# Joseph de Prémare
Joseph de Prémare SJ  (geb. 1666 in Cherbourg; gest. 1736 in Macao)  war ein französischer jesuitischer China-Missionar, der zu Beginn des 18. Jahrhunderts in Guangxi tätig war und zu einem der bedeutendsten Sinologen seiner Zeit wurde.

## Leben und Werk
Prémare wurde in Frankreich geboren. Ab 1698 war er in China, wo er in der von Ludwig XIV. begründeten französischen Jesuitenmission als Missionar unter anderem in Raozhou in Jiangxi und in Jianzhang wirkte, und mit dem Jesuiten Joachim Bouvet (1656–1730) am Hof in Peking zusammenarbeitete. Später war er in Jiujiang, Kanton und Macao tätig.
1724, als der Kaiser das Christentum wegen der Kontroverse um die chinesischen Riten praktisch verbot, musste Prémare nach Guangzhou gehen und ging später nach Macau, wo er 1739 starb.
Unter seinen Leistungen listet die Catholic Encyclopedia das Material, das der Missionar seinem französischen Jesuiten-Mitbruder Jean-Baptiste Du Halde für seine Description de la Chine (Paris, 1735) lieferte, insbesondere die Übersetzungen der Maximen aus dem Shujing (Du Halde, II, 298), von acht Liedern des Shijing (II, 308), des chinesischen Dramas (zaju) Der Waise aus dem Hause Zhao (III, 341) sowie die notes on the course of study, literary degrees and examinations of the Chinese (II, 251). In den Lettres édifiantes et curieuses finden sich zahlreiche Briefe von Pater Prémare. Ein weitaus größerer Teil seiner Schriften ist unbearbeitet und wird vor allem in der Nationalbibliothek in Paris aufbewahrt.

## Notitia linguæ sinicæ
Sein Hauptwerk Notitia linguæ sinicæ gilt als die wichtigste chinesische Grammatik in einer europäischen Sprache seiner Zeit. Es handelt sich um ein komplexes Werk über die chinesische Sprache und Literatur, dessen Ziel es war, Missionaren ein anwendbares Lehrbuch an die Hand zu geben und die Grundlagen für das weitere Studium chinesischer Werke zu schaffen, und nicht, eine systematische und strenge Grammatik zusammenzufassen. Es erklärt die Regeln und den Gebrauch der chinesischen Vulgärsprache und den Stil der schriftlichen, literarischen Sprache. Der renommierte englische Sinologe James Legge bezeichnet es als „ein unschätzbares Werk, das man kaum in den höchsten Tönen loben kann“. Es wurde erst 100 Jahre später, 1831, vom Anglo-Chinese College (heute das Ying Wa College) in Malakka veröffentlicht. Größere Auszüge aus dem Werk wurden neuerdings ins Englische übersetzt.

## Schriften (Auswahl)
- Joseph Henri de Prémare: Notitia linguæ Sinicæ. Malaccae, Cura Academiae Anglo-Sinensis 1831. (Digitalisat)
- Joseph Henry Marie de Prémare; Jean-Pierre-Guillaume Pauthier: Lettre inédite du P. Prémare sur le monothéisme des Chinois. Publiée avec la plupart des textes originaux, accompagnés de la transcription d'un mot-à-mot et de notes explicatives. Paris, Benjamin Duprat, 1861.
- Joseph de Guignes (1721–1800) – Antoine Gaubil (1688–1759) – Joseph Henri de Prémare (1666–1736): Le Chou-King, un des livres sacrés des Chinois, Qui renferme les Fondaments de leur ancienne Histoire, les Principes de leur Gouvernement & de leur Morale; ouvrage recueilli par Confucius. Traduit & enrichi de Notes, par Feu Le P. GAUBIL, Missionnaire à la Chine. Revue & corrigé sur le Texte Chinois par M. De Guignes. Paris, chez N.M. Tilliard, 1770
- Tchao-chi-cou-eulh, ou l'orphelin de la maison de Tchao : tragédie chinoise ; avec des éclaircissemens sur le théâtre des Chinois, & sur l'histoire véritable de l'orphelin de Tchao / (Ji Junxiang). Trad. par de Prémare. Peking [i.e. Paris] : [s.n.] 1755